# Мицена кровяноножковая
Мице́на кровяноно́жковая (лат. Mycéna haemátopus) — вид грибов рода Мицена (Mycena) семейства Миценовые (Mycenaceae). Съедобна, но собирается очень редко из-за мелких размеров.

## Описание

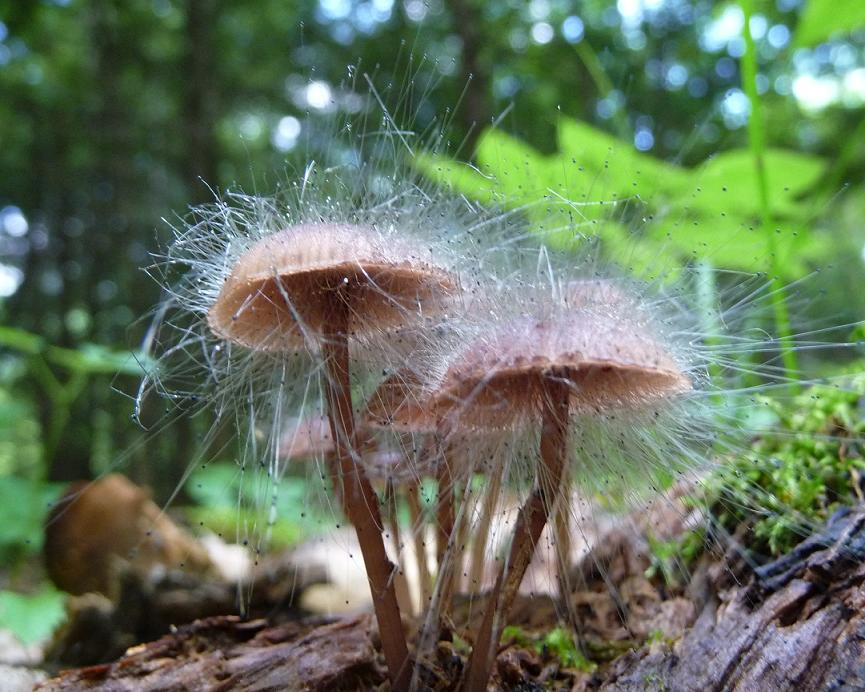
Spinellus fusiger, паразитирующий на мицене

Шляпка ∅ 0,5—3 см, более или менее колокольчатой формы, с зубчатым краем, красно-коричневого цвета.
Пластинки узко приросшие, с коричневатым оттенком, среднерасположенные.
Ножка ∅ 2—4 мм, высотой 3—7 см, красно-коричневая, тонкая, полая.
Мякоть выделяет кроваво-красный млечный сок.
Споровый порошок бело-кремового цвета. Споры 8,5×6 мкм, амилоидные, эллипсовидные.